# 普利茨豪森
普利茨豪森是德国巴登-符腾堡州的一个市镇。总面积17.31平方公里，总人口9300人，其中男性4584人，女性4716人（2011年12月31日），人口密度537人/平方公里。